# Álvaro de Alarcón y Ayala
Álvaro de Alarcón Alcocer y Ayala (Lima, 1628 - ?), jurista y funcionario colonial criollo en el Virreinato del Perú. Rector de la Universidad de San Marcos.

## Biografía
Sus padres fueron el limeño Sebastián de Alarcón y Alcocer, oidor indiano, y la madrileña Rafaela de Ayala y Zúñiga. Inició sus estudios en el Real Colegio de San Martín (1645), prosiguiéndolos en la Universidad de San Marcos, donde obtuvo los grados de Licenciado y Doctor en Cánones y Leyes. Regentó la cátedra, solo de manera interina.
Investido con el hábito de caballero de la Orden de Santiago (1648), se desempeñó como contador del Tribunal Mayor de Cuentas y tesorero general de la Santa Cruzada en todo el Virreinato. Por elección del claustro, ejerció el rectorado de la Universidad (1661).

## Matrimonio y descendencia
Contrajo nupcias con Marcela Híjar Mendoza y Santillán, hija del Marqués del Dragón de San Miguel de Híjar, con la cual tuvo a:
- Marcos de Alarcón y Ayala.
- Francisca de Alarcón, casada con el quiteño Pedro Tomás de Villagómez y Larraspuru.
- Catalina de Alarcón, casada con Luis Fernández de Córdoba.

| Predecesor: Luis Zegarra de Guzmán | Rector de la Universidad de San Marcos 1661 - 1662 | Sucesor: Juan de Urrutia |